# 베티 그레이블
베티 그레이블(Betty Grable, 1916년 12월 18일 ~ 1973년 7월 2일)은 미국의 배우, 댄서, 가수이다.

## 참여 작품
- 캐벌케이드
- 게이 디보시
- 폴로우 더 플릿
- 다운 아젠틴 웨이
- 백만장자와 결혼하는 법

## 연극
- 아가씨와 건달들